# Звездане стазе (филм)
Звездане стазе (енгл. Star Trek) амерички је научнофантастични филм из 2009. године, режисера Џеј-Џеј Ејбрамса, према сценарију који су написали Роберто Орси и Алекс Керцман. Ово је једанаести по реду филм франшизе Звездане стазе, а први у новој генерацији филмова са главним ликовима из Оригиналне серије, које тумаче нови глумци. Радња прати Џејмса Т. Кирка (Крис Пајн) и Спока (Закари Квинто) на звезданом броду Ентерпрајз, док се боре против Нера (Ерик Бана), Ромуланца из њихове будућности који прети Уједињеној Федерацији Планета. Прича се одвија у алтернативној реалности у којој је промењено место рођења Џејмса Т. Кирка, као и остали догађаји у историји, услед путовања кроз време како Нера, тако и Спока из оригиналне серије (Ленард Нимој). Алтернативна реалност је створена у покушају да се филм и франшиза ослободе ограничења већ успостављене континуитета, а истовремено сачувају оригинални елементи приче.
Идеју за преднаставак који би пратио ликове Звезданих стаза током њихових дана на Академији Звездане флоте први пут је поменуо творац серије, Џин Роденбери, 1968. године. Овај концепт се поново појавио крајем 1980-их, када је продуцент Харви Бенет предложио ту причу као потенцијалну премису за филм који је касније постао Звездане стазе VI: Неоткривена земља, али је Роденбери тај предлог одбацио у корист других пројеката. Након критичног и комерцијалног неуспеха филма Звездане стазе: Немезис, као и отказивања серије Звездане стазе: Ентерпрајз, извршни продуцент франшизе Рик Берман и сценариста Ерик Џендресен написали су сценарио за филм под насловом Звездане стазе: Почетак, који би се догађао после серије Ентерпрајз. Након раздвајања компанија Viacom и CBS Corporation 2005. године, бивша председница студија Paramount Pictures, Гејл Берман, убедила је CBS да дозволи Paramount-у да продуцира нови филм у франшизи. Убрзо су Орси и Керцман позвани да напишу сценарио, а Ејбрамс да преузме режију. Керцман и Орси су инспирацију црпели из различитих романа, докторатских дисертација и саме серије. Главно снимање трајало је од новембра 2007. до марта 2008. на локацијама широм Калифорније и Јуте. Ејбрамс је желео да избегне коришћење „зеленог платна” и да ради у што већој мери на сетовима и на локацијама. Снимање је било обавијено великом тајношћу, а радни наслов филма био је Corporate Headquarters. Уместо макета, студио Industrial Light & Magic користио је дигиталне моделе свемирских бродова. Снимање је завршено крајем 2008. године.
Филм је имао јаку промотивну кампању у месецима пред објављивање; претпремијерне пројекције одржане су у одабраним градовима широм света, укључујући Остин, Сиднеј и Калгари. Биоскопски је објављен 8. маја 2009. године и добио је одличне критике. Остварио је велики финансијски успех, зарадивши преко 385 милиона долара широм света, уз буџет од 150 милиона долара. Филм је био номинован за више награда, укључујући четири Оскара, од којих је освојио оног за најбољу шминку. Прате га наставци Звездане стазе: Према тами (2013) и Звездане стазе: Изван граница (2016).

## Радња
Године 2233, звездани брод Келвин истражује „олују са муњама” у свемиру. Из ње се појављује ромулански брод Нарада и напада Келвин, захтевајући да његов капетан, Робау, дође на брод како би преговарали о примирју. Робау је испитиван о тренутном звезданом датуму и „амбасадору Споку”, о коме он не зна ништа. Командант Нараде, Неро, убија га и наставља напад на Келвин. Џорџ Кирк, први официр брода, наређује посади, која укључује и његову трудну супругу Винону, да напусти брод, док он сам управља Келвином у самоубилачком нападу на Нараду, јер аутопилот не функционише. Док се Кирк жртвује, Винона рађа Џејмса Тајбиријуса Кирка.
Двадесет две године касније, на планети Вулкан, млади Спок је примљен на Вулканску научну академију. Схватајући да Академија сматра његову људску мајку, Аманду, „маном”, он уместо тога приступа Звезданој флоти. На Земљи, након туче у бару са кадетима Звездане флоте у друштву Ниоте Ухуре, одрасли Кирк упознаје капетана Кристофера Пајка, који га охрабрује да се упише у Академију Звездане флоте. Тамо, Кирк упознаје и спријатељује се са доктором Ленардом Мекојем. Три године касније, командант Спок оптужује Кирка да је варао током симулације Кобајаши Мару. Кирк тврди да је варање оправдано јер је симулација осмишљена тако да је немогуће победити. Дисциплинско саслушање прекида сигнал за помоћ са Вулкана. Пошто је главна флота ван домета, кадети се мобилишу. Мекој и Кирк се укрцавају на Пајков брод, Ентерпрајз.
Кирк схвата да је „олуја са муњама” код Вулкана слична оној која се појавила на дан његовог рођења и убеђује Пајка да је у питању замка. По доласку, Ентерпрајз затиче уништену флоту и Нараду како буши ка језгру Вулкана. Нарада напада Ентерпрајз, а Пајк се предаје, предајући команду Споку и постављајући Кирка за првог официра. Кирк, Хикару Сулу и главни инжењер Олсон изводе свемирски скок на бушилицу. Олсон гине при скоку, али Кирк и Сулу уништавају бушилицу, иако не успевају да спрече Нера да испусти „црвену материју” у језгро планете, чиме се формира вештачка црна рупа која уништава Вулкан. Ентерпрајз успева да спасе Споковог оца Сарека и чланове високог савета, али Аманда гине пре него што транспортер може да је ухвати. Како се Нарада приближава Земљи, Неро мучи Пајка како би дошао до одбрамбених кодова Земље.
Спок оставља Кирка на планети Делта Вега након што је покушао побуну. Тамо Кирк наилази на старијег Спока из алтернативне временске линије, који му објашњава да су он и Неро из 2387. године. У тој будућности, планети Ромул је претила супернова, коју је Спок покушао да заустави уз помоћ црвене материје. Његов план није успео — Ромул и Нерова породица су уништени, а Нарада и Споков брод су увучени у црну рупу и послати у прошлост, с тим да су стигли у размаку од 25 година. У међувремену, Неро је напао Келвин, чиме је променио историју и створио паралелни универзум. Када је Спок стигао, Неро га је оставио на Делта Веги како би га натерао да гледа уништење Вулкана. Кирк и старији Спок стижу до једне базе Звездане флоте, где упознају Монгомерија „Скотија” Скота, који осмисли систем за транс-ворп транспорт, омогућавајући њему и Кирку да се пребаце на Ентерпрајз.
Пратећи савет старијег Спока, Кирк испровоцира млађег Спока да га физички нападне, чиме га присиљава да призна да је емоционално компромитован и да препусти команду Кирку. Након разговора са оцем, Спок одлучује да помогне Кирку. Док се Ентерпрајз крије у облацима гаса око Титана, Кирк и Спок се телепортују на Нараду. Кирк се бори са Нером и спасава Пајка, док Спок користи брод старијег Спока да уништи бушилицу. Он потом намами Нараду да се удаљи од Земље и поставља свој брод на курс судара с њом. Ентерпрајз успева да телепортује Кирка, Пајка и Спока на сигурно. Брод старијег Спока и Нарада се сударају, активирајући црвену материју. Нарада бива уништена у црној рупи, из које Ентерпрајз успева да побегне.
Кирк бива унапређен у капетана и добија команду над Ентерпрајзом, док Пајк постаје контраадмирал. Спок се сусреће са собом из будућности, који га убеђује да остане у Звезданој флоти, подстичући га да следи оно што осећа да је исправно, а не само оно што је логично. Спок постаје први официр под командом капетана Кирка.

## Улоге
| Глумац                 | Улога                 |
| ---------------------- | --------------------- |
| Крис Пајн              | Џејмс Т. Кирк         |
| Закари Квинто          | Спок                  |
| Ленард Нимој (старији) | Спок                  |
| Карл Ербан             | Ленард Мекој          |
| Зои Салдана            | Ниота Ухура           |
| Сајмон Пег             | Монтгомери Скот       |
| Џон Чо                 | Хикару Сулу           |
| Антон Јелчин           | Павел Чехов           |
| Ерик Бана              | капетан Неро          |
| Брус Гринвуд           | Кристофер Пајк        |
| Бен Крос               | Сарек                 |
| Винона Рајдер          | Аманда Грејсон        |
| Клифтон Колинс Млађи   | Ајел                  |
| Крис Хемсворт          | Џорџ Кирк             |
| Џенифер Морисон        | Винона Кирк           |
| Рејчел Николс          | Гејла                 |
| Фаран Тахир            | Ричард Робау          |
| Дип Рој                | Кинсер                |
| Грег Елис              | Олсон                 |
| Тајлер Пери            | адмирал Ричард Барнет |
| Виктор Гарбер          | клингонски испитивач  |